# ایمن حسین
ایمن حسین غضبان المفرجی (عربی: أيمن حسين غضبان المفرجي) (زاده ۲۱ ژانویه ۱۹۹۶) بازیکن فوتبال اهل عراق است و همچنین باشگاه ورزشی الخور بازی می‌کند.

## آمار ملی

### بازی‌های ملی
تا تاریخ ۲۹ ژانویه ۲۰۲۴
| عراق  | عراق | عراق | عراق   |
| سال   | بازی | گل   | پاس گل |
| ----- | ---- | ---- | ------ |
| ۲۰۱۵  | ۱    | ۰    | ۰      |
| ۲۰۱۶  | ۳    | ۰    | ۰      |
| ۲۰۱۷  | ۱۱   | ۱    | ۱      |
| ۲۰۱۸  | ۸    | ۰    | ۰      |
| ۲۰۱۹  | ۷    | ۱    | ۰      |
| ۲۰۲۰  | ۲    | ۰    | ۰      |
| ۲۰۲۱  | ۱۴   | ۴    | ۱      |
| ۲۰۲۲  | ۹    | ۵    | ۰      |
| ۲۰۲۳  | ۱۳   | ۶    | ۰      |
| ۲۰۲۴  | ۶    | ۸    | ۰      |
| مجموع | ۷۵   | ۲۵   | ۲      |

### گل‌های ملی
| شماره | تاریخ           | میزبان    | بازی ملی | حریف    | نتیجه | رقابت                              |
| ----- | --------------- | --------- | -------- | ------- | ----- | ---------------------------------- |
| ۱     | ۵ سپتامبر ۲۰۱۷  | امان      | ۹        | امارات  | ۱–۰   | مقدماتی جام جهانی ۲۰۱۸             |
| ۲     | ۲۶ مارس ۲۰۱۹    | بصره      | ۲۴       | اردن    | ۳–۲   | تورنمنت سه جانبه عراق              |
| ۳     | ۲۷ ژانویه ۲۰۲۱  | بصره      | ۳۳       | کویت    | ۲–۱   | دوستانه                            |
| ۴     | ۲۹ مه ۲۰۲۱      | بصره      | ۳۵       | نپال    | ۶–۲   | دوستانه                            |
| ۵     | ۲۹ مه ۲۰۲۱      | بصره      | ۳۵       | نپال    | ۶–۲   | دوستانه                            |
| ۶     | ۱۲ اکتبر ۲۰۲۱   | دبی       | ۴۲       | امارات  | ۲–۲   | مقدماتی جام جهانی ۲۰۲۲             |
| ۷     | ۱ فوریه ۲۰۲۲    | صیدا      | ۴۸       | لبنان   | ۱–۱   | مقدماتی جام جهانی ۲۰۲۲             |
| ۸     | ۱۸ مارس ۲۰۲۲    | بغداد     | ۴۹       | زامبیا  | ۳–۱   | دوستانه                            |
| ۹     | ۲۹ مارس ۲۰۲۲    | دبی       | ۵۱       | سوریه   | ۱–۱   | مقدماتی جام جهانی ۲۰۲۲             |
| ۱۰    | ۲۳ سپتامبر ۲۰۲۲ | امان      | ۵۲       | عمان    | ۱–۱   | تورنمنت چهار جانبه اردن ۲۰۲۲       |
| ۱۱    | ۲۶ سپتامبر ۲۰۲۲ | امان      | ۵۳       | سوریه   | ۱–۰   | تورنمنت چهار جانبه اردن ۲۰۲۲       |
| ۱۲    | ۱۲ ژانویه ۲۰۲۳  | بصره      | ۵۸       | یمن     | ۵–۰   | بیست و پنجمین دوره جام ملت‌های خلیج |
| ۱۳    | ۱۲ ژانویه ۲۰۲۳  | بصره      | ۵۸       | یمن     | ۵–۰   | بیست و پنجمین دوره جام ملت‌های خلیج |
| ۱۴    | ۱۶ ژانویه ۲۰۲۳  | بصره      | ۵۹       | قطر     | ۲–۱   | بیست و پنجمین دوره جام ملت‌های خلیج |
| ۱۵    | ۷ سپتامبر ۲۰۲۳  | چیانگ مای | ۶۳       | هند     | ۲–۲   | تورنمنت چهار جانبه تایلند          |
| ۱۶    | ۱۰ سپتامبر ۲۰۲۳ | چیانگ مای | ۶۴       | تایلند  | ۲–۲   | تورنمنت چهار جانبه تایلند          |
| ۱۷    | ۱۷ اکتبر ۲۰۲۳   | امان      | ۶۶       | اردن    | ۲–۲   | تورنمنت چهار جانبه اردن ۲۰۲۳       |
| ۱۸    | ۱۵ ژانویه ۲۰۲۴  | الریان    | ۷۰       | اندونزی | ۳–۱   | جام ملت‌های آسیا ۲۰۲۳               |
| ۱۹    | ۱۹ ژانویه ۲۰۲۴  | الریان    | ۷۱       | ژاپن    | ۲–۱   | جام ملت‌های آسیا ۲۰۲۳               |
| ۲۰    | ۱۹ ژانویه ۲۰۲۴  | الریان    | ۷۱       | ژاپن    | ۲–۱   | جام ملت‌های آسیا ۲۰۲۳               |
| ۲۱    | ۲۴ ژانویه ۲۰۲۴  | الریان    | ۷۲       | ویتنام  | ۳–۲   | جام ملت‌های آسیا ۲۰۲۳               |
| ۲۲    | ۲۴ ژانویه ۲۰۲۴  | الریان    | ۷۲       | ویتنام  | ۳–۲   | جام ملت‌های آسیا ۲۰۲۳               |
| ۲۳    | ۲۹ ژانویه ۲۰۲۴  | الریان    | ۷۳       | اردن    | ۲–۳   | جام ملت‌های آسیا ۲۰۲۳               |

## معروفیت
او بعد از زدن دو گل به تیم ملی فوتبال ژاپن در مرحله گروهی جام ملت‌های آسیا ۲۰۲۳ به شدت معروف شد. برخی از فوتبال دوستان عراقی از او به عنوان یونس محمود ۲ یاد می‌کنند.